# Eduard Mogg
Eduard Mogg (geb. vor 1865; gest. nach 1878) war ein deutscher königlich bayerischer Oberpostmeister von Mittelfranken.

## Leben
Seine überwiegende Dienstzeit arbeitete Mogg als königlich bayerischer Postmeister und Chef der königlichen Postverwaltung sowie der Telegrafenstation im bayerischen Staatsbad Bad Kissingen.
Im Jahr 1865 wohnte er in Bad Kissingen in der Salinenstraße 271.
Am 14. März 1866 wurde er von König Ludwig II. zum Major der Landwehr und Kommandanten des Landwehr-Bataillons in Bad Kissingen ernannt.
Im November 1879 wurde ihm – inzwischen war er königlich bayerischer Oberpostmeister von Mittelfranken, wohnhaft in Nürnberg – nachträglich „infolge seines langen Wirkens dahier“ die Ehrenbürgerwürde der Stadt Bad Kissingen verliehen.

## Orden und Ehrenzeichen
- Ritter des kaiserlich-russischen Sankt-Stanislaus-Ordens 3. Klasse
- Ritter des königlich griechischen Erlöser-Ordens
- Ritter des sizilianischen Ordens Franz I.